# Kolinovce
Kolinovce – wieś (obec) na Słowacji położona w kraju koszyckim, w powiecie Nowa Wieś Spiska. Pierwsze wzmianki o miejscowości pochodzą z roku 1312.
Według danych z dnia 31 grudnia 2012, wieś zamieszkiwało 578 osób, w tym 292 kobiety i 286 mężczyzn.
W 2001 roku rozkład populacji względem narodowości i przynależności etnicznej wyglądał następująco:
- Słowacy – 92,28%
- Czesi – 0,69%
- Polacy – 0,17%
- Romowie – 4,63%

Ze względu na wyznawaną religię struktura mieszkańców kształtowała się w 2001 roku następująco:
- Katolicy rzymscy – 91,08%
- Grekokatolicy – 0,69%
- Prawosławni – 1,03%
- Ateiści – 3,26%
- Nie podano – 3,43%